# Callochiton dentatus
Callochiton dentatus is een keverslakkensoort uit de familie van de Callochitonidae. De wetenschappelijke naam van de soort is voor het eerst geldig gepubliceerd in 1797 door Spengler.